# Suzanne Todd

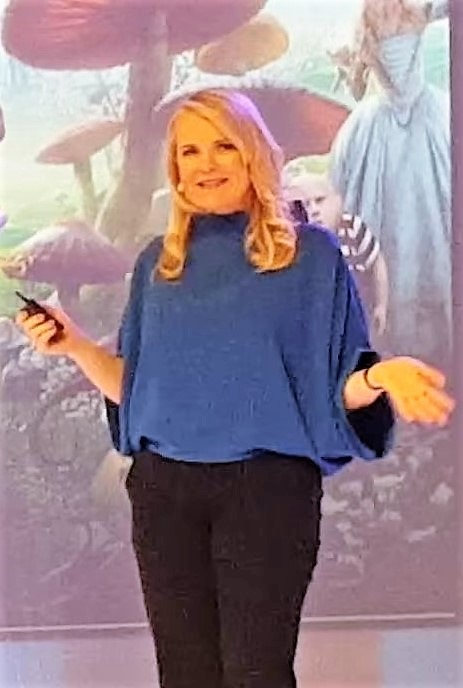
Suzanne Todd (2016)

Suzanne Todd (geb. vor 1988) ist eine US-amerikanische Filmproduzentin.

## Leben
Ihre ältere Schwester Jennifer Todd ist ebenfalls als Produzentin tätig. Todds Karriere begann im Jahr 1988 als Assistentin beim Film Daddy’s Cadillac. Seit 1993 tritt sie nur noch als Produzentin für Hollywood-Produktionen in Erscheinung. Gemeinsam mit ihrer Schwester produzierte sie ab Ende der 1990er Jahre Filme unter dem Namen Team Todd.
In den Jahren 1997 und 2000 wurden die von ihr produzierten Filme Haus der stummen Schreie und Women Love Women für den Emmy nominiert.

## Filmografie
- 1993: Hydrotoxin – Die Bombe tickt in Dir (Live Wire)
- 1993: Loaded Weapon 1
- 1995: Power Rangers – Der Film (Mighty Morphin Power Rangers: The Movie)
- 1995: Now and Then – Damals und heute (Now and Then)
- 1997: Austin Powers – Das Schärfste, was Ihre Majestät zu bieten hat (Austin Powers: International Man of Mystery)
- 1997: Die Akte Jane (G.I. Jane)
- 1999: Die Killerhand (Idle Hands)
- 1999: Austin Powers – Spion in geheimer Missionarsstellung (Austin Powers: The Spy Who Shagged Me)
- 2000: Risiko – Der schnellste Weg zum Reichtum (Boiler Room)
- 2000: Memento
- 2002: Austin Powers in Goldständer (Austin Powers in Goldmember)
- 2005: Frau mit Hund sucht … Mann mit Herz (Must Love Dogs)
- 2005: Couchgeflüster – Die erste therapeutische Liebeskomödie (Prime)
- 2006: Zoom – Akademie für Superhelden (Zoom)
- 2007: Across the Universe
- 2008: Zufällig verheiratet (The Accidental Husband)
- 2010: The Romantics
- 2010: Alice im Wunderland (Alice in Wonderland)
- 2012: Celeste & Jesse (Celeste & Jesse Forever)
- 2016: Alice im Wunderland: Hinter den Spiegeln (Alice Through the Looking Glass)
- 2016: Bad Moms
- 2017: Bad Moms 2 (A Bad Moms Christmas)
- 2019: Noelle
- 2020: Magic Camp